# Сарьозі-Боло
Сарьозі́-Боло́ (тадж. Сарёзи боло) — село у складі Хатлонської області Таджикистану. Входить до складу Зірацького джамоату Кулобського району.
Населення — 1234 особи (2010; 1267 в 2009).